# Зооспора

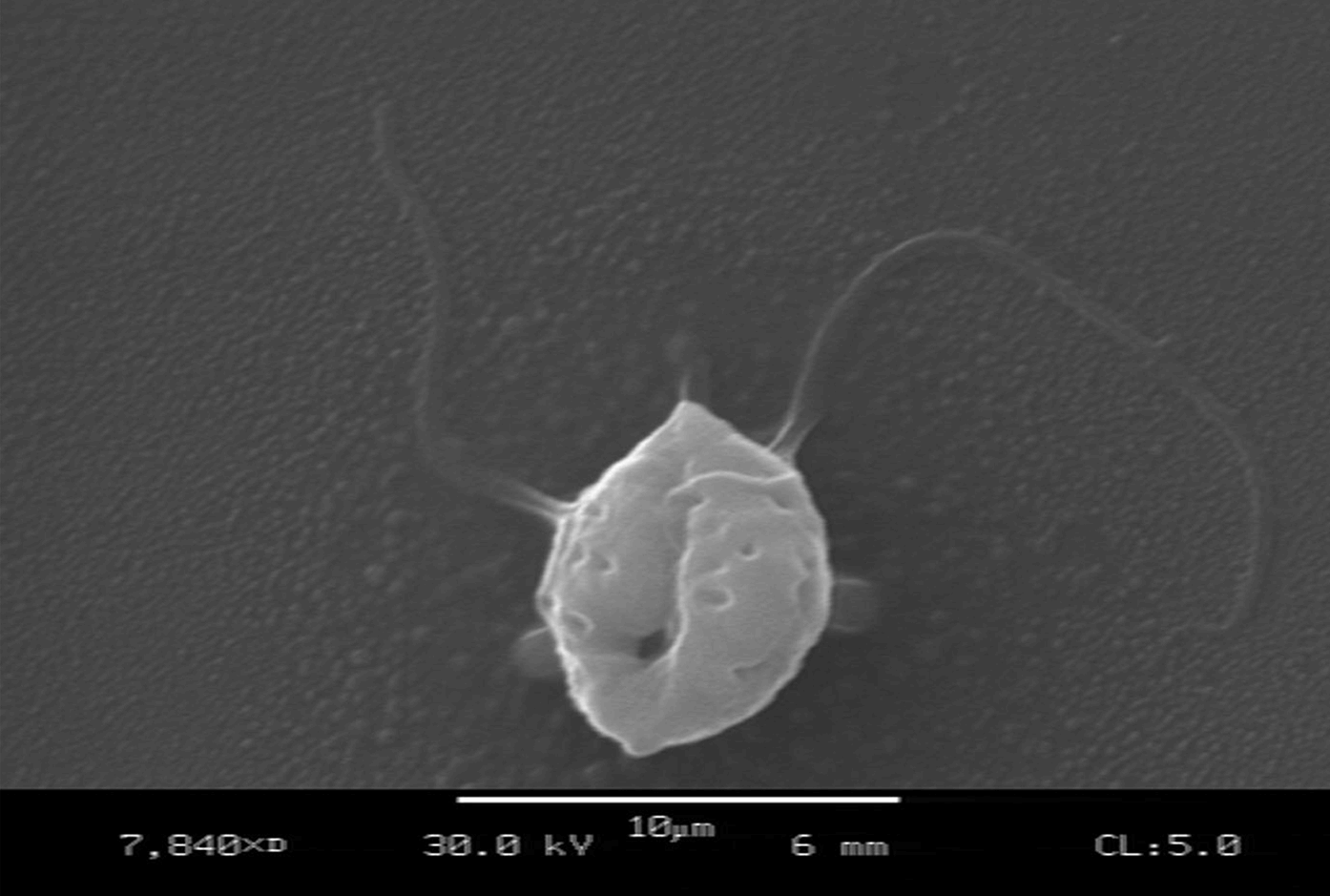
Зооспора ооміцета з роду Phytophthora (СЕМ).

Зооспори (дав.-гр. ζῷον — живий і σπορά— насінина), планоспори або зоогонідії — рухливі клітини багатьох водоростей і грибів, що служать для нестатевого розмноження і розселення. Рухаються за допомогою джгутиків. У різних видів різна кількість джгутиків. Найчастіше їх 2, рідше — 4 або більше. Целюлозна оболонка відсутня. У багатьох водоростей зооспори мають вічко і скоротливі вакуолі. Зооспори утворюються в результаті мітотичного або мейотичного поділу спеціалізованих клітин-зооспорангіїв Зооспори звільняються після руйнування оболонки материнської клітини. Через деякий час вони втрачають джгутики, стають нерухомими і проростають в нові рослини. 
Розмноження за допомогою зооспор характерне для примітивних представників справжніх та несправжніх грибів, які ведуть водний спосіб життя — Neocallimastigomycota, Chytridiomycota, Blastocladiomycota, Peronosporomycota, Hyphochytriomycota та Labyrinthulomycota.